# Luché-sur-Brioux
Luché-sur-Brioux är en kommun i departementet Deux-Sèvres i regionen Nouvelle-Aquitaine i västra Frankrike. Kommunen ligger i kantonen Brioux-sur-Boutonne som tillhör arrondissementet Niort. År 2022 hade Luché-sur-Brioux 122 invånare.

## Befolkningsutveckling
Antalet invånare i kommunen Luché-sur-Brioux
| Referens: INSEE |